# 邁西
邁西（西班牙語：Maisí）是古巴的城鎮，属關塔那摩省，面積525平方公里，海拔高度25米，2004年人口28,276，人口密度為每平方公里53.9人。